# Супершоу Невада
Супершоу „Невада“ е популярна българска телевизионна игра, излъчвана през 1990-те. (Шоуто е наречено на американския щат Невада, който е световен хазартен център.) От пролетта на 1996 г. играта е преименувана на Шоу „Такси“.
Първоначално шоуто е водено от Къци Вапцаров, но впоследствие той е сменен от Ася Статева. Предаването е спонсорирано от „Мото-Пфое“ (официален представител на американската компания „Форд“ за България) и главната награда е автомобил „Форд“ (модели „Форд Ка“, „Фиеста“, „Ескорт“, „Фокус“, „Мондео“). Продуцент на предаването е Димитър Станчев. Попфолк изпълнителят от близкото минало Радо Шишарката възпява „Супершоу Невада“ в песента си „Невада“.
Песента е записана преди Ася Статева да замести Къци Вапцаров като водещ. Част от Супершоу Невада са били също Ива Екимова, Румен Луканов (водещ на телевизионната игра „Сделка или не“), Гала (водеща на „На кафе“), Албена Вулева (водеща на „Сигнално жълто“).

## История
Шоуто започва излъчване през 1993 г. по Канал 1 на Българска национална телевизия (БНТ), впоследствие е преместено по втория канал на БНТ – Ефир 2, а накрая – в Нова телевизия, скоро след което е спряно. През пролетта на 1996 започва да се излъчва под името „Шоу Такси“. Излъчва се по Ефир 2 на Българската национална телевизия до 2000 г., а след това по Нова телевизия до 2001 г. Водеща е Ася Статева.

## Игри
На лотариен принцип биват изтегляни участници от публиката, които трябва да се състезават в няколко кръга, докато един достигне финала и завърти „Колелото на късмета“.
- Познай теглото/размера/цената – от участниците се изисква да познаят точното или възможно най-близкото тегло, размер или цена на даден уред.

- Бурята Невада – участник от публиката е затворен в стъклена кабина. Около него „летят“ банкноти, а той трябва да хване и изкара колкото може повече през малък процеп на кабината. Извадената сума е наградата за участника.

- Игри с публиката – разнообразни въпроси, на които отговарят случайно подбрани хора от публиката. Наградите отново са уреди или парични суми.

- Колелото на късмета – грандиозният завършек на шоуто е въртенето на „Колелото на късмета“. Най-голямата награда е лек автомобил. Останалите сектори носят на финалиста награди от малки и големи домакински уреди до парични суми.